# Leonard W. Schuetz
Leonard William Schuetz (* 16. November 1887 in Posen, Deutsches Reich; † 13. Februar 1944 in Washington, D.C.) war ein US-amerikanischer Politiker. Zwischen 1931 und 1944 vertrat er den Bundesstaat Illinois im US-Repräsentantenhaus.

## Leben
Leonard Schuetz wurde 1887 im heute polnischen Posen geboren. Bereits im Jahr darauf kam er mit seinem Vater nach Chicago, wo er die öffentlichen Schulen besuchte. Danach besuchte er die Lane Technical High School und das Bryant and Stratton Business College, ebenfalls in Chicago. Bis 1906 arbeitete er als Stenograph und Sekretär. Danach arbeitete er in der Geschäftsleitung der Firma Swift & Co. Im Jahr 1923 gründete er die Baufirma Schuetz Construction Company, deren Präsident und Schatzmeister er wurde. Gleichzeitig schlug er als Mitglied der Demokratischen Partei eine politische Laufbahn ein.
Bei den Kongresswahlen des Jahres 1930 wurde Schuetz im siebten Wahlbezirk von Illinois in das US-Repräsentantenhaus in Washington gewählt, wo er am 4. März 1931 die Nachfolge von M. Alfred Michaelson antrat. Nach sechs Wiederwahlen konnte er bis zu seinem Tod am 13. Februar 1944 im Kongress verbleiben. Seit 1933 wurden dort die New-Deal-Gesetze der Bundesregierung unter Präsident Franklin D. Roosevelt verabschiedet; ab 1941 war auch die Arbeit des Kongresses von den Ereignissen des Zweiten Weltkrieges geprägt.